# Auguste Lecoeur
Auguste Lecceur foi um político Francês. Membro do partido Comunista francês, organizou a greve dos mineiros contra os ocupantes nazismo em maio de 1941. Foi deputado de 1945 a 1955, e acabou sendo excluído do Parti Communiste Français em 1955.